# Teatr Animacji w Poznaniu
Teatr Animacji – teatr lalki i aktora w Poznaniu założony w 1945 roku.

## Historia
„Poznański Teatr Marionetek" przy Związku Walki Młodych powstał w 1945 roku z ramienia Miejskiego Wydziału Oświaty, Kultury i Sztuki. W skład zarządu „Poznańskiego Teatru Marionetek" weszli: z ramienia Miejskiego Wydziału Kultury i Sztuki Halina Lubicz w charakterze administratora i kierownika, Stanisław Strugarek w charakterze kierownika literackiego, z ramienia Oświaty Pozaszkolnej - instruktor Kazimierz Chorąży, z ramienia Związku Walki Młodych jako członkowie - Pisarska i Jerzy Karpiński. Teatr pierwotnie działał w poznańskim pasażu Apollo, przekształcono w Miejski Teatr Marionetek. Jedną z pierwszych sztuk była bajka Stanisława Strugarka zatytułowana Kubuś Wędrowiec, w reżyserii Haliny Lubicz, traktująca o przygodach Kubusia i Grzesia Fujary, który sprzedawał na poznańskich ulicach Głos Wielkopolski. Trzy lata później, w 1949 roku, nazwa Teatru zmieniła się ponownie – na wzór modelu radzieckiego – na Państwowy Teatr Młodego Widza. W 1954 roku przyjął z kolei nazwę Teatru Aktora i Lalki, a w 1958 przemianował się po raz kolejny na: Teatr Lalki i Aktora Marcinek.
Przez wiele lat o obliczu Marcinka decydowały dokonania Leokadii Serafinowicz – scenografki i reżyserki, dyrektorki i kierowniczki artystycznej w latach 1960-1976. Serafinowicz, szukając nowych, rzadko wówczas obecnych w polskich teatrach lalek, środków wyrazu, uczyniła z Teatru Marcinek teatr poszukujący. Między lalki wprowadziła prawdziwych aktorów, a sięgając po teksty m.in. Norwida i Witkacego, poszerzyła działalność teatru, otwierając go na widza dorosłego. Marcinek w latach 60. i 70. stał się fenomenem artystycznym i społecznym nie tylko w Poznaniu, ale i w Polsce, m.in. za sprawą takich przedstawień jak: Wanda Norwida, Siała baba mak Krystyny Miłobędzkiej, O Kasi, co gąski zgubiła Marii Kownackiej, Tygrysek i piraci Hanny Januszewskiej.
W sezonie 1978/79 Teatr Marcinek przeniósł się do poznańskiego Centrum Kultury Zamek, w którym siedzibę ma do dzisiaj. W roku 1980 dyrektorem naczelnym Teatru został Antoni Kończal. W 1989 funkcję dyrektora artystycznego objął Janusz Ryl-Krystianowski. Wraz z przejęciem dyrekcji artystycznej Ryl-Krystianowski nadał Teatrowi nazwę, pod którą funkcjonuje obecnie – Teatr Animacji. Rozwój nowej koncepcji Teatru był manifestacją poglądów artystycznych twórcy, wyrazem jego postawy reformatorskiej oraz niezgody na porządek zastany w dziedzinie teatru lalek.
Fragment wypowiedzi programowej Janusza Ryl-Krystianowskiego:

TEATR ANIMACJI to teatr lalki, aktora i przedmiotu. Wyróżnia go od teatrów zwanych lalkowymi to, że chętnie korzysta z doświadczeń i tradycji teatru aktorskiego, będąc jednocześnie w opozycji do niego, ponieważ programowo posługuje się lalką i przedmiotem. Czynnikiem konstytutywnym sztuki teatru zwanego lalkowym jest proces animizacji – cud ożywiania – urzeczywistniany jako gra sceniczna za pomocą świadomej i celowej animacji. Stąd nazwa teatru. Teatr lalek w swej postaci klasycznej jest zaledwie jedną z wielu możliwości urzeczywistniania procesu ożywiania.

Do najważniejszych przedstawień w reżyserii Janusza Ryl-Krystianowskiego w Teatrze Animacji należą m.in.: Jaś i Małgosia Jana Brzechwy, Ribidi Rabidi Knoll Katarzyny Grajewskiej i Tadeusza Pajdały, Szałaputki Marii Joterki, Bajka o szczęściu Izabeli Degórskiej, Pozytywka Nijole Indriunaite, W beczce chowany Roberta Jarosza.
9 lutego 1985 otwarto filię na osiedlu Oświecenia (premierową sztuką był Diabelski gwizd Macieja K. Tondery w reżyserii Mieczysława Abramowicza). 29 stycznia 2014 roku dyrektorem Teatru Animacji został Marek Waszkiel, historyk teatru, badacz teatru lalek, wykładowca Akademii Teatralnej. Od 1 września 2017 dyrektorem jest Piotr Klimek.